# Erzbistum Pretoria
Das Erzbistum Pretoria (lat.: Archidioecesis Praetoriensis) ist eine Metropolitandiözese der römisch-katholischen Kirche in Südafrika mit Sitz in der Hauptstadt Südafrikas Pretoria.

## Geschichte
Der französische Ordensgeistliche und Bischof Charles-Constant Jolivet OMI besuchte als Apostolischer Vikar von Natal den entfernten Teil seines Missionsgebietes und feierte in Pretoria am 8. Juni 1877 die erste heilige Messe.
Das Erzbistum Pretoria wurde am 9. April 1948 zunächst als Apostolisches Vikariat von Pretoria (lat. „Praetoriensis“) aus dem Apostolischen Vikariat Kimberley und dem Vikariat Transvaal heraus durch Papst Pius XII. gegründet. Am 11. Januar 1951 erhob Pius XII. das Vikariat mit der Apostolischen Konstitution Suprema Nobis zum Erzbistum mit Sitz eines Metropoliten ein, wodurch die gleichnamige Kirchenprovinz geschaffen wurde.
Dem Erzbistum Pretoria sind die Suffraganbistümer Francistown, Gaborone, Polokwane, Rustenburg und Tzaneen unterstellt.

## Erzbischöfe von Pretoria
- John Colburn Garner, 1948–1975, bis 1951 Apostolischer Vikar
- George Francis Daniel, 1975–2008
- Paul Mandla Khumalo CMM, 2008–2009
- William Slattery OFM, 2010–2019
- Dabula Anthony Mpako, seit 2019